# Har Menorim
Har Menorim (hebreiska: הר מנורים) är ett berg i Israel.   Det ligger i distriktet Norra distriktet, i den nordöstra delen av landet. Toppen på Har Menorim är 239 meter över havet.
Terrängen runt Har Menorim är kuperad västerut, men österut är den platt. Närmaste större samhälle är Tiberias, 3,5 km norr om Har Menorim. Trakten runt Har Menorim består till största delen av jordbruksmark.